# アメリカン・フットボール・リーグ (1926年)
アメリカ・フットボール・リーグ (AFL)は、1926年に希望通りの条件でのNFL参入が認められなかったC.C.パイルが対抗措置として設立したアメリカン・フットボールリーグであり、1926年のみ存在した。「AFL」という略称のリーグは、アメリカにおいて一般的に、1970年にNFLと合併したAFLを指し、1970年までに多くのAFLという略称のリーグが設立されたので、他と区別するために本リーグは通称として「AFLⅠ」と呼ばれている。

## 歴史

### 創立
リーグの誕生は、NFLシカゴ・ベアーズのスター選手レッド・グレンジの契約問題に端を発する。グレンジの代理人であったC.C.パイルは、グレンジの保有権が自分にあることを主張し、ベアーズに多額の契約金とベアーズの保有権の3分の1をベアーズのオーナーに要求したが、拒否をされた。次にパイルは、グレンジの保有権が自分にあることをオーナー会議でオーナー達に示した上で、ニューヨークを本拠地とした新球団の保有権を認めるように主張し、それが認められない場合は自分で新リーグを設立すると主張した。ニューヨークにおけるフランチャイズはニューヨーク・ジャイアンツに対して排他的に認められていたことから、リーグはパイルの要求を拒否した。リーグはパイルの要求を拒否したものの、当時、グレンジの人気が非常に高く、グレンジが敵対リーグに所属することがNFLに財政的な打撃を与えることはリーグの共通認識であった。そこで、リーグはニューヨーク中心部ではなく、ニューヨーク郊外のブルックリンに本拠地を認める妥協案をパイルに提示したが、パイルはすでにヤンキー・スタジアムと賃貸借契約を済ませていたので、パイルは妥協案を拒否し、本リーグを設立させた。リーグとともにパイルはニューヨーク・ヤンキースを設立させ、同チームのオーナーに就任して、グレンジをヤンキースに所属させた。

### 終焉
AFLの設立に対抗して、NFLがチーム数を大幅増加させた結果、両リーグは過激に観客と選手を奪い合う結果になり、両リーグとも経済的に疲弊した。グレンジの人気により、AFLではヤンキースの観客動員が好調であったが、それ以外のチームはあまり人気がなく、リーグ開幕後、次々と活動休止し、11月の終わり頃には9チームから4チームにまで減少していた。シーズン終了とともにリーグは解散したが、リーグがフランチャイズ権を回収したり、チームを強制的に解散させたりしなかったので、チームはそれぞれ存続した。残ったチームのうち、クリーブランド・パンサーズは1934年まで独立チームとして存続し、ニューヨーク・ヤンキースは、グレンジをNFLでプレーさせたいという思惑からNFLの解散チームのフランチャイズ権を期限付き貸与をするという形でNFLへの参入を認められた。

## チーム
- ボストン・ブルドッグス
- ブルックリン・ホースメン
- シカゴ・ブルズ
- クリーブランド・パンサーズ
- ロサンゼルス・ワイルドキャッツ
- ニューアーク・ベアーズ
- ニューヨーク・ヤンキース
- フィラデルフィア・クエーカーズ
- ロックアイランド・インデペンデンツ

## 順位表
| チーム                             | 勝 | 敗 | 分 | 率   | 得点 | 失点 |
| ---------------------------------- | -- | -- | -- | ---- | ---- | ---- |
| フィラデルフィア・クエーカーズ     | 8  | 2  | 0  | .800 | 93   | 52   |
| ニューヨーク・ヤンキース           | 10 | 5  | 0  | .667 | 212  | 82   |
| クリーブランド・パンサーズ         | 3  | 2  | 0  | .600 | 62   | 46   |
| ロサンゼルス・ワイルドキャッツ     | 6  | 6  | 2  | .500 | 105  | 83   |
| シカゴ・ブルズ                     | 5  | 6  | 3  | .455 | 88   | 69   |
| ボストン・ブルドッグス             | 2  | 4  | 0  | .333 | 20   | 81   |
| ロックアイランド・インデペンデンツ | 2  | 6  | 1  | .250 | 21   | 126  |
| ブルックリン・ホースメン           | 1  | 3  | 0  | .250 | 25   | 68   |
| ニューアーク・ベアーズ             | 0  | 3  | 2  | .000 | 7    | 26   |